# Водохреще (монета)
«Водохре́ще» — пам'ятна монета номіналом 5 гривень, випущена Національним банком України, присвячена одному із значних свят православ'я, яке відзначається 19 січня.
Монету введено в обіг 18 грудня 2006 року. Вона належить до серії «Обрядові свята України».

## Опис монети та характеристики
| Номінал грн. | Метал      | Маса, г | Діаметр, мм | Якість виготовлення       | Гурт     | Тираж, штук |
| ------------ | ---------- | ------- | ----------- | ------------------------- | -------- | ----------- |
| 5            | нейзильбер | 16,54   | 35,0        | спеціальний анциркулейтед | рифлений | 75 000      |

### Аверс
На аверсі монети зображена композиція з церковної чаші та українських жіночих прикрас, які тримають голуби, над нею — малий Державний Герб України; під композицією розміщено написи: «НАЦІОНАЛЬНИЙ БАНК»/ «УКРАЇНИ»/ «5»/ «ГРИВЕНЬ»/ «2006»; ліворуч і праворуч розміщено стилізовані крижані гілки з крижинками, а також — логотип Монетного двору Національного банку України.

### Реверс

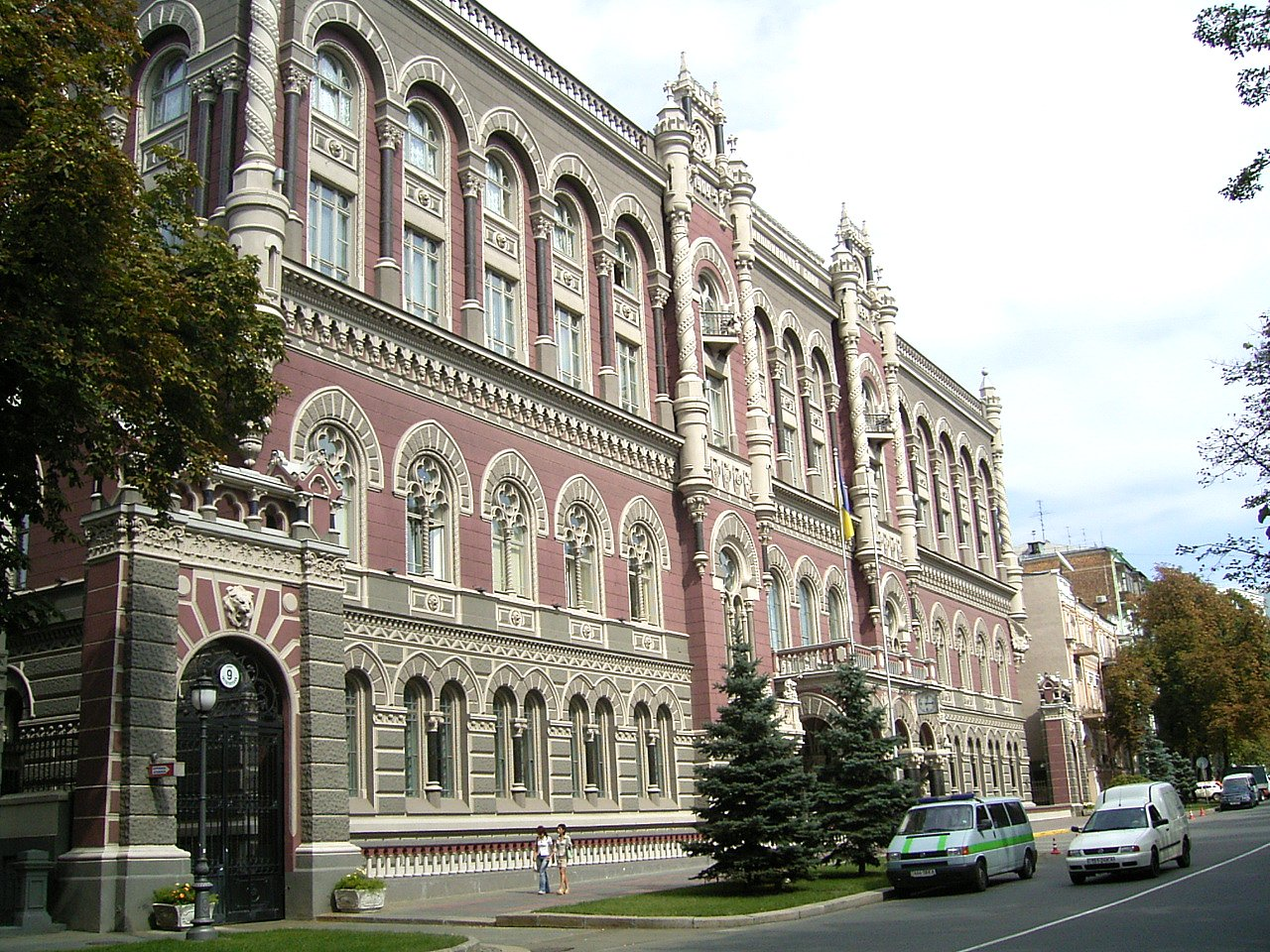
Будівля Національного банку України

На реверсі монет зображено багатофігурну композицію — над ополонкою у вигляді хреста проводиться молебень, ліворуч півколом розміщено напис: «ВОДОХРЕЩЕ».

## Автори
- Художник — Кочубей Микола.
- Скульптори: Атаманчук Володимир, Чайковський Роман.

## Вартість монети
Ціна монети — 20 гривень була вказана на сайті Національного банку України в 2012 році.
Фактична приблизна вартість монети з роками змінювалася так:
| Рік        | 2010 | 2011 | 2012 | 2013 | 2014 | 2015 | 2016 | 2017 | 2018 | 2019 | 2020 | 2021 | 2022 | 2023 | 2024 | 2025 |
| ---------- | ---- | ---- | ---- | ---- | ---- | ---- | ---- | ---- | ---- | ---- | ---- | ---- | ---- | ---- | ---- | ---- |
| Ціна, грн. | 25   | 25   | 30   | 35   | 37   | 50   | 70   | 80   | 90   | 115  | 110  | 130  | 150  | 280  | 370  | 370  |